# Ribeira de São Roque
A Ribeira de São Roque é um curso de água localizado na freguesia dos Altares, concelho de Angra do Heroísmo, na ilha Terceira, nos Açores.
Encontra-se na parte Norte da ilha e tem a sua nascente a cerca de 750 metros de altitude, nos contrafortes do Pico Rachado, elevação que faz parte das cercanias do vulcão da Serra de Santa Bárbara, a maior formação geológica da Terceira, que se eleva a 1021 metros acima do nível do mar.
Esta ribeira drena uma bacia hidrográfica bastante vasta e recebe vários afluentes, entre os quais se destaca, na sua margem esquerda, a Ribeira das Lajinhas. Desagua no Oceano Atlântico após atravessar a povoação dos Altares, precipitando-se no mar, nas imediações do Pico Matias Simão.
Junto das suas margens situa-se a Igreja Paroquial de São Roque em torno da qual se desenvolve a zona central da freguesia, designada por "Lugar".